# Kasey Rogers
Josie Imogene (Kasey) Rogers (Morehouse, 15 december 1925 – Los Angeles, 6 juli 2006) was een Amerikaans actrice.
Toen Rogers twee jaar oud was, verhuisde ze met haar familie naar Californië. Omdat ze als kind dol was op honkbal, kreeg ze de bijnaam Casey, afgeleid van het gedicht "Casey at the Bat". Later veranderde ze de "C" naar een "K".
Rogers kreeg in 1949 onder de naam "Laura Elliott" een contract bij Paramount Pictures. Hier had ze grote rollen in B-films en kleine rollen in memorabele films, zoals Samson and Delilah (1949), Dark City (1950), Strangers on a Train (1951), A Place in the Sun (1951) en When Worlds Collide (1951).
In het midden van de jaren vijftig begon Rogers een carrière in de televisie. Ze had gastrollen in verscheidene series, zoals The Lone Ranger, Sergeant Preston of the Yukon, Cheyenne, Perry Mason, Bat Masterson,  Dead or Alive, Hawaiian Eye, 77 Sunset Strip en Maverick.
In 1964 kreeg Rogers de rol van secretaresse Julie Anderson in de soapserie Peyton Place. In 1966 verliet ze de serie om Irene Vernon te vervangen in de sitcom Bewitched. Toen Bewitched in 1972 werd stopgezet, ging Rogers met pensioen. Ze keerde nog kort terug voor enkele gastrollen.
Na jaren geworsteld te hebben met slokdarmkanker, kreeg Rogers een hartstilstand en een zware beroerte. Ze overleed hier aan op 80-jarige leeftijd en werd begraven in Forest Lawn Memorial Park.
- Gemeinsame Normdatei: 1283877155
- International Standard Name Identifier: 0000 0000 4659 8790
- Library of Congress Control Number: no96058178
- Bibliotheek van het Japanse parlement: 00739365
- Nationale Bibliotheek van Israël: 987007436217805171
- Istituto Centrale per il Catalogo Unico: DDSV266833
- SNAC: w64w09fk
- Virtual International Authority File: 46359597
- WorldCat: E39PBJwtkcBdXx96mQQmgXK68C